# Luísa Isabel de Kirchberg
Luísa Isabel Alexandrina Augusta em Sayn-Hachenburg (em alemão:  Luise Isabelle Alexandrine Auguste zu Sayn-Hachenburg; Hachenburg, 19 de abril de 1772 — Viena, 6 de janeiro de 1827) foi condessa de Sayn-Hachenburg e burgravina de Kirchberg por nascimento e condessa consorte de Nassau-Weilburg como esposa de Frederico Guilherme de Nassau-Weilburg.

## Família
Ela era filha de Guilherme Jorge, conde de Sayn-Hachenburg e burgrave de Kirchberg, e de Isabel Augusta Reuss, princesa de Greiz. Seus avós paternos eram Guilherme Luís, burgrave de Kichberg e Luísa de Salm-Dhuan, e seus avós maternos eram Henrique IX, Príncipe Reuss de Greiz, e a condessa Conradina Reuss de Köstritz.

## Biografia
Luísa Isabel casou-se com o príncipe Frederico Guilherme em 31 de julho de 1788, em Hachenburg, aos dezesseis anos de idade. O noivo de dezenove, era filho de Carlos Cristiano, Príncipe de Nassau-Weilburg e de Carolina de Orange-Nassau.
Seu marido morreu em 9 de janeiro de 1816, aos 47 anos de idade, e Luísa Isabel faleceu onze anos depois, em 6 de janeiro de 1827.

## Descendência
Seus filhos foram:
- Guilherme, Duque de Nassau (14 de junho de 1792 - 20 de agosto de 1839), sua primeira esposa foi Luísa de Saxe-Hildburghausen, com quem teve oito filhos, e depois de sua morte, casou-se com Paulina de Württemberg, que lhe deu quatro filhos, entre eles, Sofia de Nassau, consorte do rei Óscar II da Suécia;
- Augusta Luísa Guilhermina de Nassau-Weilburg (5 de janeiro de 1794 - 11 de abril de 1796), morreu com dois anos de idade;
- Henriqueta de Nassau-Weilburg (30 de outubro de 1797 - 29 de dezembro de 1829), duquesa consorte de Teschen como esposa de Carlos, Duque de Teschen. Teve descendência, incluindo Maria Teresa Isabel da Áustria, rainha consorte das Duas Sicílias;
- Frederico Guilherme de Nassau-Weilburg (15 de dezembro de 1799 - 6 de janeiro de 1845), conde de Tiefenbach, marido de Anna Ritter. Foi pai de Wilhelmine Brunold.

## Títulos e estilos
- 19 de abril de 1772 – 28 de novembro de 1788: Sua Alteza Sereníssima Luísa Isabel, Condessa de Sayn-Hachenburg, Burgravina de Kirchberg
- 28 de novembro de 1788 – 9 de janeiro de 1816: Sua Alteza Sereníssima A Princesa de Nassau-Weilburg, Condessa de Sayn-Hachenburg, Burgravina de Kirchberg
- 9 de janeiro de 1816 – 6 de janeiro de 1827: Sua Alteza Sereníssima A Princesa Viúva de Nassau-Weilburg, Condessa de Sayn-Hachenburg, Burgravina de Kirchberg